# Catoblepia generosa
Espèce
Catoblepia generosa est une espèce de lépidoptères (papillons) de la famille des Nymphalidae, de la sous-famille des Morphinae et du genre Catoblepia.

## Dénomination
Catoblepia generosa a été décrit par Hans Ferdinand Emil Julius Stichel en 1902.

### Nom vernaculaire
Catoblepia generosa se nomme Generosa Giant Owl en anglais.

## Description
Catoblepia generosa est un papillon d'une envergure de 84 mm à 88 mm, au bord externe des ailes antérieures concave. Le dessus des ailes est de couleur marron avec une bande orange aux ailes antérieures allant de la moitié du bord costal à la moitié du bord externe puis formant une bande submarginale jusqu'à l'angle externe. Les ailes postérieures sont marron avec une marge orange.
Le revers est marron orangé avec aux ailes postérieures une ligne submarginale de gros ocelles orange ou beige nacré cerné d'orange.

## Écologie et distribution
Catoblepia generosa est présent en Équateur,.

### Protection
Pas de statut de protection particulier.